# Wunjō
Cette page contient des caractères spéciaux ou non latins. S’ils s’affichent mal (▯, ?, etc.), consultez la page d’aide Unicode.

Wynn capital (gauche) et bas-de-casse (droite)

Wunjō est la huitième rune du Futhark et de la famille de Fehu / Fraujaz / Freyr. Elle est précédée de Gebō et suivie de Hagalaz. Son nom anglo-saxon est Wynn, qui signifie « joie » ; l’usage en fut abandonné dans la version brève de l’alphabet runique en usage en Scandinavie, de sorte qu’il n'y a pas de nom en vieux norrois.
Le Codex Vindobonensis 795 donne un nom de lettre correspondant dans l’alphabet gotique sous la forme uuinne, restitué en gotique comme winja (𐍅). *Wunjō est la forme reconstruite pour le proto-germanique à partir de cette correspondance et du vieux saxon wunnia.
Cette rune notait à l'origine le son [w]. Comme ce son, typique des langues germaniques anciennes, ne possédait pas de signe dans l’alphabet latin, la rune y fut empruntée comme lettre supplémentaire pour écrire le vieil anglais, en gardant sa forme (Ƿ) et son nom de wynn ou wen. Elle persista quelque temps en moyen anglais avant d’y être progressivement remplacée par l’usage d'un double U uu qui devint par la suite le W moderne.

## Poèmes runiques
Seul le poème runique anglo-saxon décrit cette rune :
| Poème runique | Traduction en français |
| --- | --- |
| Anglo-saxon ᚹ Wenne bruceþ, ðe can weana lyt sares and sorge and him sylfa hæfþ blæd and blysse and eac byrga geniht. | Il apprécie la joie, celui qui ne connaît pas la misère, la peine et le chagrin, et qui lui-même possède vie et bonheur et une demeure bien protégée. |